# Palestina (Guatemala)
La comunidad de Palestina se encuentra situada a 22 km al sudeste de la cabecera del municipio de Las Cruces, departamento de Petén (Guatemala)

## Altitud
145 m s. n. m. y la altitud media que existe en el área va de 130 a 150 metros.

## Colindancias
Al norte con Caserío la Nueva; al sur con Caserío San José Buena Fe; al este con Caserío Los Josefinos; al oeste con Caserío Los Manueles.
16°38′10″N 90°11′02″O / 16.63611, -90.18389

## Población
En la comunidad residen 402 familias lo que hace un total de 4.373 personas hasta el año 2014.

## Grupos étnicos
El 85% de personas som ladinas que provienen del sur de Guatemala; un 15% es indígena procedentes de diferentes etnias de las existentes en Guatemala.

## Idioma
El 97% de la población habla español mientras y 3% habla un idioma maya.

## Descripción de la comunidad
Palestina lleva este nombre debido a sus fundadores, quienes fueron bíblicos al pensar en el nombre de la comunidad. Hay gente que se ve con rasgos propios del lugar, pues se han creado formas de hablar en grupos y vestuarios que se han caracterizado por ser regionales. Existe un monumento histórico llamado “La Estrella”.

## Historia
A principios de 1970 llegan a Palestina los primeros pobladores quienes buscaban las riquezas que produce el bosque, viviendo por temporadas haciendo sus campamentos a las orillas del pozo que descubrieron y según comentarios fue hecho por los mayas pues su estructura tiene rasgos mayas, estos a su vez pensaron que era un lugar acogedor y dándose cuenta de que eran terrenos baldíos optaron por ser propietarios colocándose donde les convenía, ubicándose cada uno en cantidades de tierra a las que llamaron parcelas: estas tenían y tienen hasta hoy una medida estándar de 1,000 metros de largo por 500 metros de ancho, ubicándose con ideas de formar un caserío.
En 1976 Braulio Bonilla, Blas Rosales, Germán Gómez y Carlos Rosales se reunieron para dejar en acta el nombre del Caserío pues decidieron darle el nombre de “Palestina” ya que el señor Bonilla traía el nombre para su parcela, y como el nombre fue del agrado de los otros miembros decidieron nombrar a la comunidad con ese nombre. Tras comentar el significado que tiene el nombre, viajaron a La Municipalidad para registrarla con el nombre de Palestina, oficialmente fue declarado caserío Palestina por la Municipalidad en aquel entonces La Libertad, Petén, quedando registrados los señores antes mencionados como fundadores de la comunidad.

## Ubicación geográfica
El Caserío Palestina se encuentra situado a 22 km, al sudeste de la Cabecera Municipal de las Cruces, en la ruta que conduce a Caserío Bethel. Según Coordenadas, 15 Q 0501697 UTM 1844817, se encuentra cerca de las serranías más famosas del Petén por ejemplo la Cierra del Lacandón que es una de las más grandes de Petén. Tiene dos colores de Tierra debido a que una parte es terreno bajo y la otra parte es terreno alto y esta tierra es de color rojizo y la parte húmeda es de color negro amarillento. El caserío de Palestina se encuentra ubicado dentro de un panorama extenso, el terreno es 100 % plano, y sus calles están urbanizadas y balastradas, su superficie es totalmente plana y no tiene cerros o terrenos elevados.

### Jurisdicción Administrativa
El caserío Palestina tiene una extensión territorial de 7 caballerías de terreno como casco urbano. Sus colindancias son: al norte con Caserío la Nueva; al sur con Caserío San José Buena Fe; al este con Caserío Los Josefinos; al oeste con Caserío Los Manueles.

## Clima
Se considera que el Caserío Palestina, se encuentra ubicada en un área con clima cálido húmedo y se considera lluviosa en los meses de mayo a diciembre, las máximas temperaturas se registran parte en los meses de febrero y mayo como efectos de la época seca ya para el inicio del invierno. En los meses de diciembre y parte de febrero se registran las temperaturas más bajas que son efectos del hielo navideño.
Según datos obtenidos en la estación meteorológica tipo A. El porvenir del INSIVUME, ubicado en la salida del río la Pasión hacia el río Usumacinta de la zona,  presenta un clima cálido húmedo.

## Accidentes geográficos
Los accidentes geográficos no se han notado debido a que ha sido un área estable con cambios poco notables, en el invierno la mayoría de veces se ha inundado temporalmente la parte sur que el área más baja.

## Recursos naturales
Tanto la flora como la fauna se integran dentro del bosque petenero, el cual por efecto de las inmigraciones y colonizaciones ha sufrido un proceso de destrucción y depredación, que ha incidido en las áreas de cobertura forestal. El área forestal ha disminuido, el cual demuestra el grado de destrucción, con las secuelas de la muerte de infinidad de animales y plantas silvestres. Hoy en día se estima que esta cifra puede ser más alta. De la poca vegetación que aún queda en nuestras aldeas, en el Caserío Palestina se encuentran, los cedros, caoba, Chico zapote, etc. Y árboles frutales: naranja, mango, zapote, mandarina, guanaba, papaya y muchos más.

### Flora
Tanto la flora como la fauna se integran dentro del bosque petenero, el cual por efecto de las inmigraciones y colonizaciones ha sufrido un proceso de destrucción y depredación que ha incidido en las áreas de cobertura forestal. El área forestal ha disminuido, el cual demuestra el grado de destrucción, con las secuelas de la muerte de infinidad de animales y plantas silvestres. Hoy en día se estima que esta cifra puede ser más alta. De la poca vegetación que aún queda en nuestras aldeas, en el Caserío Palestina se encuentran, los cedros, caoba, Chico zapote, etc. Y árboles frutales: naranja, mango, zapote, mandarina, guanaba, papaya y muchos más.
Plantas medicinaleshay una diversidad de plantas que tienen usos medicinales, pero pocas han sido descubiertas por los pobladores las cuales han sido utilizadas para cualquier medicamento. Al principio de la fundación las personas utilizaban con más frecuencia los beneficios de las plantas, pues es común en toda comunidad que principia porque las vías de acceso no existían como hoy y en una emergencia de enfermedad recurrían a las plantas como: el Chichipince (Hamelia patens), para curar heridas, el pazote (Chenopodium ambrosioides), para calmar el mal estar que causan las lombrices, la jaiba (Callinectes sapidus) para curar el paludismo o dengue, el limón (Citrus limonum) para curar el dolor de estómago, el piñón (Pinus pinea) que se utiliza para curar las llagas causadas en la boca por las fiebres. Etc.
Plantas ornamentalesde igual forma que las plantas medicinales se encuentra diversidad de plantas ornamentales que se han adaptado al clima de la comunidad, pues algunas son transportadas de otros departamentos y otras de otro país como México, El Salvador y Honduras, porque existen habitantes que se relacionan constante con estos países, entre las plantas que sirven de adorno podemos mencionar las siguientes: las rosas, Las Palmeras, los helechos que en su mayoría son extraídos del bosque, el pino, el cuajilote, la china, amor de un rato, mano de león, el clavel, etc.
Textilesentre las plantas textiles se conocen muy pocas debido a la región, en la cual se desconocen oficios textiles, podemos mencionar alguna como el bambú: Bambusa arundinacea, se han utilizado también hojas de árboles para elaborar escobas, que representan rasgos típicos.
Árboles en vías de extinciónse encuentran aún árboles que han perdurado a lo largo del tiempo y se reproducen rápido mencionamos el Laurel que es el más común, pero se encuentran muchos que están desapareciendo debido a que su reproducción es lenta y no alcanzan a reproducirse antes de ser cortados.
Entre los árboles en vía de extinción tenemos el Caoba: Swietenia macrophyla, la ceiba Bombacaceae, el cedro Cedrela odorata, el chicozapote Manilkara zapota (L.) P.Royen, el jabillo Hura crepitans, el chichique Quercus robur, el marrillo y el puntero que son nombres a los cuales no se les conoce nombre científico, etc. Se han creado estrategias para reproducir más árboles con programas de reforestación pero no con plantas del lugar, sino plantas que han sido exportadas de otros lugares adaptándolas al clima entre estos se menciona la teca que es sembrado por la empresa Green Milenium que se ha dedicado a la reforestación en terrenos alrededor de la comunidad.
Árboles venenososal igual que otras plantas, existen árboles que producen tóxicos dañinos para las personas y animales, escasamente se dejan ver, pues la mayoría de habitantes desconoce las plantas, encontramos entre ellos el chechen: (Metopium Brownei), la Oreja de elefante o Alocasia y las plantas bellas de pascuas, que también son venenosas.

### Fauna
La destrucción de los bosques ha destruido también los hábitats de los animales, muchos de los cuales han sido declarados en peligro de extinción por la Conservación Internacional de Comercio para Especies de Flora y Fauna. La responsabilidad de velar por su protección corresponde a CONAP. Matar un animal silvestre para satisfacer el hambre no es condenable, pero hacerlo para negociar con sus pieles o para obtener trofeos es inaceptable. En el caserío Palestina se realiza una cacería indiscriminada y no se respetan los periodos de vida, además se vende carne de animales silvestres públicamente y en general podríamos mencionar varias especies de animales que existen en la comunidad como: iguanas, lagartijas o cutetes y otros bichos más, varios tipos de serpientes, se conocen venenosas y no venenosas, entre las primeras se encuentran la víbora de cascabel, la barba amarilla, el coral, el tamagás, el brazo de piedra o saltadora,  y la zumbadora, entre las segundas tenemos a la boa, la ratonera y otras. Entre los animales domésticas tenemos el chumpipe, gallinas, patos, perros, gatos, crianza de cerdos, entre otros, entre los animales silvestres se encuentran los venados, los jabalí, puerco de monte, conejos y otros.
Mamíferosexisten diversas clases de animales mamíferos domésticos como también silvestres, entre los domésticos tenemos perros, vacas, gatos, cerdos, etc. Entre mamíferos silvestres existen muchos de los cuales solo mencionaremos: venado, mono, tacuazín, jabalí tepezcuinte, pizote, mapache, etc.
Ornitofaunaexisten gracias a la naturaleza muchas aves tanto domésticas como silvestres, entre las domésticas existe principalmente la crianza de gallinas, que sirven para comer en las fiestas familiares, loro doméstico, cojolita, chumpipe, patos, coquechas, gansos palomas, etc. Entre las aves silvestres tenemos, la guacamaya, cheje, pavo, gavilán, sope, búho, tecolote, etc.
Reptilesen gran cantidad de hábitat humanas esta clase de animales desaparecen rápido debido a la pesca, la desaparición va a ser lenta cuando existe un río al lado de la población pero en el caso del Caserío Palestina está situado a la orilla de un sibal que solo se llena de agua en la época lluviosa, por lo que los reptiles, anfibios y acuáticos no han sobrevivido por mucho tiempo. Lo que es más común encontrar son lagartos, cocodrilos, diversidad de serpientes, (como la masacuata, barba amarilla, coral, etc.); tortugas, lagartijas, etc.
Anfibiosse presentan variedades de anfibios, algunos se ha adaptado al suelo y han cambiado algunas características, comparados con los de otro lugar, entre los animales anfibios tenemos: las ranas que se presentan con frecuencia cada vez que caen lluvias fuertes, en la zona baja se puede apreciar la presencia de estos anfibios, igualmente los sapos que ha una gran diversidad aunque algunos se ven por las noches en toda época pues no necesitan siempre del agua, debido a la poca investigación se desconoce el nombre de los anfibios pero son vistos en la zona baja.
Animales acuáticosigual que los reptiles han decaído debido a la explotación en la pesca, por ser una zona con poca agua no han sobrevivido las especies y han decaído con el paso del tiempo, entre ellos podemos mencionar el pez, aunque personas de la comunidad se han dedicado a la crianza de peces, se ha mostrado poco interés en la crianza, pero en el comercio no se ha dado en gran cantidad debido a que el pescado lo traen de lugares vecinos, existe otras clase de animales acuáticos en los que podríamos mencionar los mismos nombres de los anfibios y reptiles.

## Recursos Arqueológicos
Se han encontrado rasgos mayas, pues según agricultores han sido restos de estelas, ollas y muñecos que se han deteriorado con el tiempo. Existen dos cuevas que se encuentran a aproximadamente de 5 a 7 kilómetros de distancia, donde se han encontrado este tipo de restos mayas pero en realidad no se asegura si son de esa procedencia, otro ha sido el pozo maya que los habitantes lo descubrieron a su llegada pero se ha enterrado a causa del agua, el lodo y la basura.

## Aspectos Demográficos y Administrativos

### Población
Desde que se narra la historia se menciona de un total de 5 familias que se ubicaron alrededor del pozo maya, luego se detuvo el crecimiento cuando existía alrededor de 30 familias y hasta la fecha, en la comunidad de palestina residen aproximadamente 402 familias lo cual asciende a unas 4,373 personas que conforman la comunidad.

### Administrativo
El Aspecto Administrativo se realiza de acuerdo a las costumbres desde hace muchos años se acostumbra a elegir a las autoridades de la comunidad a cada año, haciendo la elección con la mayoría de población, la elección consiste en nombrar a tres candidatos ese mismo día de la reunión, luego se procede a elegir al alcalde colocándose de tras de la persona a quien quieren para alcalde Auxiliar quedando a la cabeza de la cola el candidato, la persona que más personas tiene en cola, es la Autoridad máxima, y el candidato que obtiene el segundo lugar es el Segundo Alcalde. Algunas veces ha sucedido que la persona como alcalde no consiente en trabajar con el segundo alcalde entonces el alcalde busca a uno de su conveniencia, siempre haciéndolo todo con transparencia, después el alcalde es el encargado buscar a sus ayudantes y los presenta en la próxima reunión, a este grupo se le llama COCODE. El alcalde auxiliar de la comunidad es el encargado de comunicar cuestiones legales o para el beneficio de la comunidad, él se encarga de coordinar proyectos para el mejoramiento de la comunidad.
El Consejo Comunitario de Desarrollo, es el encargado juntamente con el alcalde auxiliar de ver el bienestar de la comunidad, agilizar proyectos, gestionar para el desarrollo de la comunidad.
Organización del COCODE.
Vicepresidente
Secretario
Tesorero
Vocal I: Comisionado para ferias
Vocal II: comisionado para Salud
Vocal III: Comisionado para Energía Eléctrica
Vocal IV: comisionado para Saneamiento ambiental
Vocal V: comisionado para deportes
Vocal VI: Comisionado para Educación
Vocal VII: Comisionado para Infraestructura y vivienda
Vocal VIII: Comisionado para mercado
En realidad lo que se elige en la reunión es el Alcalde Auxiliar, que a su vez sería el Presidente del COCODE (Consejo Comunitario de Desarrollo), este grupo de personas son las que vela por el bienestar y resolver los problemas de la comunidad.

### Demografía
Existe gran cantidad de gente que ha emigrado de otros departamentos de Guatemala y de lugares vecinos. Cabe mencionar que han emigrado a Estados Unidos hasta el 2011; unas 250 personas por falta de recursos para trabajar han optado por abandonar a sus familiares por un buen tiempo. Debido a eso la población tiene más mujeres ya que la mayoría de los que han emigrado a otro país como Estados Unidos y México han sido hombres.

### Etnicidad
La Comunidad de Palestina está conformada por un 94% de personas ladinas y 6% indígenas procedentes de la etnia q´ueqchi´ en Guatemala. El idioma predominante en la comunidad es el idioma español o castellano, el 97% de la población habla el español mientras que el 3% de la población habla en una lengua maya.
Autoridades locales
Como es del conocimiento de todos, el Consejo comunitario de Desarrollo es el que ejerce las funciones para el desarrollo de la comunidad, siendo electos a cada principio de año.
El alcalde auxiliar de la comunidad es el encargado de comunicar cuestiones legales o para el beneficio de la comunidad, él se encarga de coordinar proyectos para el mejoramiento de la comunidad.
Los problemas familiares o humanitarios, se investigan de cualquier manera, debido a que la población es pequeña se saben los problemas que el vecino está pasando, y para recabar la información el demandante solicita una reunión al Consejo comunitario de Desarrollo “COCODE”, el cual decide el lugar que por lo general es en la Auxiliatura de la comunidad, también la fecha y la hora para tratar los asuntos, luego después que se cita a la parte demandada por parte del alcalde Auxiliar se espera a ambos del problema el día indicado para tratar el asunto.
Los miembros del COCODE realizan la investigación para tratar de formar una paz entre las personas atacantes, pero cuando esto no se logra en la Auxiliatura, además del acta que redacta el secretario del comité se escribe una nota dirigida al Ministerio Público quien se encargara de hacer lo que le corresponde, ya que ese es el orden para solucionar cualquier problema.
Si los problemas son de otra índole como Educación, carreteras, energía eléctrica, etc. el Alcalde Auxiliar reúne el COCODE para platicar las soluciones, seguidamente se le da a conocer a los habitantes por medio de una reunión general que se realiza en el salón comunal. De acuerdo a lo que se platica, se redacta un documento donde hace constar las necesidades y la solicitud a la solución de ese problema donde al final todos los presentes deberán firmar para dar fe de lo que está sucediendo y solicitando. Luego esta solución deberá ser analizada por la organización a la que se envía para que se hagan los trámites respectivos.
Organizaciones de la comunidad
Debido a que una comunidad debe mantenerse organizada se han creado pequeñas organizaciones, la mayoría conformada de mujeres. Siendo la principal, El Consejo Comunitario de Desarrollo, quienes son un equipo de al menos 12 personas que cumplen una función en el orden comunitario, existen organizaciones de mujeres, como “mujeres con fe”, también algunos hombres han formado la organización APPAM, (Asociación de Pequeños Agricultores de Ajonjolí y Maní).
El Comité Ambiental está conformado por 5 personas y su Presidente es la señora Beatriz Virula, quienes se encargan de mantener limpio todo el predio de la comunidad y las áreas escolares.  En la mayoría de las calles de la comunidad no se observan sucias llenas de basura porque este comité de medio ambiente son encargados de velar por la limpieza en el lugar pero no cumplen su función, sea por el tiempo que necesitarían para ello o por el factor económico este tipo de personas del COCODE no reciben ningún salario por lo que realizan en mejoramiento de la comunidad

### Religión
Existe las religiones católica y evangélica, divididos en un 70%, la religión evangélica mientras un 30% de la población pertenece a la Religión Católica.
En la comunidad se cuenta con 09 iglesias evangélicas dirigidas por un pastor y representadas por una familia pastoral por lo que la religión evangélica es la que predomina en la comunidad; una iglesia católica que es representada por un catequista.
En la comunidad de Palestina solo hay una iglesia católica, no tiene calidad de parroquia y por lo mismo no hay ahí un sacerdote, cuando necesitan hacer sus confesiones los católicos viajan a las cruces o solicitan a alguien indicado para esto.

## Aspectos Culturales
En la comunidad se encuentran dos tipos de Familia, un 85% ladinas y un 15% indígenas.  A simple vista se ve que la población ladina es la que predomina en gran parte, el desarrollo y la tecnología es poca por lo cual las personas optan por tener mucha familia y este es el resultado de la pobreza en algunas familias de la comunidad, la mayor parte de las familias que ahí habitas y son de escasos recursos son las que tienen el mayor número de hijos, por lo mismo, son ellos los que se quedan sin estudiar y aun no terminan ni la primaria y se dedican a trabajar en la agricultura o en fincas que se encuentran alrededor de la comunidad, la cantidad de miembros con lo que cuenta una familia son los siguientes:
El 80% de las Familias están formadas por 8 a 12 integrantes.
EL 20% de las demás Familias están formadas por 3 a 7 integrantes
Se acostumbra a celebrar los cumpleaños, casamientos, aniversario de boda, cuando muere un familiar se hace un servicio religioso a los nueve días, a los cuarenta días y se reúnen consecutivamente con los difuntos en el cementerio para curar el dolor de la separación.

## Escolaridad
La comunidad, fue fundada en el año 1976. Oficialmente por la municipalidad de la Libertad, del departamento de Petén, fue también quien luchó para que dicha comunidad se desarrollara en el ámbito de la educación fue el señor Blas Rosales, quien fue también el primer alcalde auxiliar, quienes constantemente con las pocas personas que habitan dicha comunidad se propusieron hacer una galera de guano que serviría de escuela para que los pocos niños que estaban en ese lugar recibieran sus primeras letras, pero como no contaban con maestros, se acabaron con las autoridades educativas para que le dieran un maestro para impartir clases a los niños de ese lugar, pero en el año de 1977, se noticiaron que en la cooperativa del arbolito había un maestro que no contaba con muchos alumnos, fue entonces que se abocaron con el maestro llamado Enrique quien vivía juntamente con su esposa en dicha cooperativa y el maestro le gustó la propuesta de los señores del casería Palestina, para que el viniera a trabajar a dicho caserío.
En esta galera se impartían los grados de primero a sexto, apoyando el siguiente año al maestro Enrique el maestro Valdemar de la Cruz.
Año más tarde se empiezan la gestiones de la construcción de las aulas de concreto, las cuales no tienen más de 14 años.
La escuela que se hizo no era donde está actualmente, sino en un predio que es hoy día predio destinado para mercadito comunal.
En la construcción de la escuela fue gracias a las gestiones del Cocode comunal, algunos padres interesados en la educación y juntamente con la municipalidad y alcalde auxiliar de ese tiempo. Hoy día se cuenta con 14 aulas. La población estudiantil es numerosa y ya no se dan abasto los escritorios y aulas.
La Aldea de Palestina cuenta con una ESCUELA CENTRAL la cual maneja la jornada matutina y vespertina, también cuenta con un establecimiento de educación básica que es el INSTITUTO NACIONAL BÁSICO DE TELESECUNDARIA.
La escuela central ha funcionado desde 1977, mientras que el básico de telesecundaria da sus servicios recientemente en el 2003.
La escuela de párvulos está ligada al mismo establecimiento de la escuela central y se da en las dos jornadas Matutina y Vespertina
El Instituto Nacional de Educación Básica ha tenido a lo largo de su historia obstáculos para su desarrollo, a continuación una breve historia.
En el 2003 se impartieron clases de telesecundaria por primera vez en caserío Palestina, dando primer grado, segundo y tercero básico pero con anexo al colegio “Getsemaní” de Aldea Las Cruces. Impartiendo las clases los profesores: Erwin Rolando Marques Morales y Antonio René Spooner Sánchez. Estos maestros gestionaron para lograr un establecimiento de educación básica, obteniendo buenos resultados en el año 2004, con ayuda de otras personas y padres de familia se estableció el Instituto Nacional de Educación Básica de Telesecundaria impartiendo los 3 grados, en esta ocasión se agregó un dicente más, quedando el personal de maestros así: Erwin Rolando Marques, Antonio René Spooner y Luciano Ramírez Popa.
Logrando la primera promoción de tercero básico con 28 alumnos egresados, pero no se había logrado un establecimiento propio y se impartían las clases en la Escuela Oficial Rural, siendo el director de dicho establecimiento Erwin Rolando Marques Morales, quien apoyó incondicionalmente la comunidad y a la juventud que necesitaba estudiar y seguir superándose.
Las clases eran impartidas por la tarde de 1:00PM a 6:00 PM en donde se miraba que todo lo logrado fue por un buen objetivo y los jóvenes lo estaban aprovechando en su mayoría.
En el 2005 hubo algunos cambios en el personal docente, ingresando una nueva maestra capacitada Gleglis Medrano, quien laboró por un año. En este año se siguieron impartiendo las clases en la escuela primaria. En ese mismo año el comité de padres de familia empezaron a solicitar que se construyera un establecimiento propio para el instituto de Telesecundaria ya que era muy incómodo seguir impartiendo las clases en la escuela de primaria por el motivo que por las tardes se impartían clases en la jornada vespertina y a veces no habían aulas donde impartir clases a los grados del nivel básico. En ese año se tuvo la segunda clausura de tercero básico con un buen alumnado.
En el año 2006 el comité de padres de familia solicitaron a los encargados; de enviar maestros con plaza el instituto ya que en los años anteriores a los maestros que estaban laborando se les reunía una cuota entre todo el alumnado y se les daba en partes iguales lo reunido, logrando en ese año que mandaran maestros, impartiendo el grado de segundo básico Hilda Janett Lima, el profesor Baltazar Gómez impartiendo clases en tercero básico y la maestra Concepción Medrano laborando con el grado de primero. En este tiempo los 3 maestros ya estaban por contratos. En este año viendo esfuerzos logrados de muchas personas que trabajaron por dicho asunto, el director y el Coordinador Técnico Administrativo junto con el apoyo de otras personas siguieron luchando porque querían lograr mucho más, hasta obtener maestros y establecimiento propio, obteniendo la tercera promoción y en un establecimiento propio.
Seguidamente en el año 2007 habiendo maestros capacitados para que laboren e impartan cada uno en su grado. En ese año se logra la cuarta promoción de tercero básico.
Y así sucesivamente fue pasando el año 2008, no habiendo un establecimiento propio pero luchando para lograrlo. En este año terminó su labor el profesor Baltazar Gómez, también como director de los últimos años.
En el año 2009 una luz brillo y se hizo realidad ya los principios de la construcción del establecimiento, comenzando con limpieza del terreno trabajando los maestros y alumnos por lograr tener un establecimiento propio, pero el inicio de la construcción no se da en ese año si no hasta el 2010 con ayuda de Alcalde Carlos Marín Rosado y a petición de los docentes del instituto y Cocode el caserío y tramitando la papelería necesaria se empezó la construcción, abandonando las instalaciones de la escuela de primaria, agradeciendo al director en curso por apoyar durante muchos años y prestar las aulas.
En el mes de mayo del 2010 se empezó a impartir clases ya en las instalaciones nuevas, logrando una construcción de: 2 aulas, 2 baños lavables y una bodega.
En el año 2011 se inició nuevamente la construcción y se obtuvieron 3 aulas más y una dirección. Hay mucha cosas más que se necesitan lograr y necesidades que seguir cubriendo.
Los siguientes maestros que laboran en la telesecundaria de aldea Palestina, son por contrato, ellos trabajan por reglón 0-21, mientras que la maestra recién ingresada a las instalaciones el año pasado es asalariada por la municipalidad.

## Principales actividades económicas
Entre las principales actividades económicas del caserío podemos mencionar como actividad principal, la agricultura y le sigue la ganadería, el comercio (tiendas, farmacias, ferreterías, etc.) industrialmente existen también carpinterías, herrerías, talleres de mecánica automotriz etc. Esto se da de acuerdo a las necesidades de los habitantes ya que la demanda es poca.
Propiedad de la tierra
En el caserío Palestina todas las personas poseen sus pedazos de tierras ya que como personas son dignas de poseer las tierras para poder vivir y trabajarlas de la forma que más les parezca. Pero la mayoría poseen poca ya que los recursos económicos son muy escasos y esto implica que ellos se conformen con lo poco que puedan tener.
Pero las personas que poseen mayor cantidad de tierra en el Caserío Palestina se apellidan Los Mendosa, ya que ellos tienen una alta posición en lo que son los recursos económicos. Además de tener la gran ventaja de poseerla la trabajan muy bien, donde se les da muy bien el trabajo y quedándoles una buena ganancia. Ya que se dedican a prepararla muy bien para obtener buenos resultados. En este caso esta familia tiene a cargo a un encargado el cual vela por las tierras que ellos poseen.
La cantidad de tierra que poseen la mayoría de las personas del Caserío Palestina es poca algunos solo sus terrenos donde habitan, de 1 sitio a 3, y las personas que tienen sus tierras para trabajarla es de ½ a 1 caballería. Los que poseen la mayor cantidad son los Mendoza que tienen de 10 a 15 caballerías. Ya que ellos invierten mucho en ellas y tienen una alta posición económica.
La escrituración del polígono del Caserío Palestina, La Libertad, Petén; se inició en el año 2007 ya que en el tiempo del conflicto armado se habían tomado las tierras por órdenes del comandante del ejército ubicado en ese entonces en el mismo caserío, cabe explicar que el caserío fue fundado en terreno que había sido asignado por parcelarios primitivos pero por abandono de las personas que habían tomado posesión de las parcelas aledañas al terreno comunitario, el ejército ordenó que éstas parcelas serían utilizadas para el desarrollo y crecimiento de la misma comunidad.  De esa forma la comunidad no estaba registrada legalmente con esa cantidad de terreno pues había crecido mucho más.
A causa de que el terreno lógicamente pertenecía al estado, se vio la necesidad que había sobre la escrituración del polígono para que la misma comunidad sea propietaria, distribuyendo aproximadamente 60 escrituras del polígono a los habitantes fundadores de la comunidad ya que el precio de la escrituración fue cancelado por todos los habitantes con una cuota mínima, pues la cantidad de habitantes ya era elevada.  El alcalde auxiliar, Pablo Tecún Ajín, en el período 2007 fue quien recibió la información sobre el problema del terreno y quien gestionó la escrituración en forma legal, después del proceso de la escrituración del polígono el mismo Ingeniero se encargó de escriturar la lotificación dentro del polígono, quedando como encargado de firmar las escrituras de cada lote el Alcalde Auxiliar que esté electo, en el tiempo que sea necesario. Proceso que aún continúa debido a que no se ha habitado todo el polígono.  La intención es tener documentos legales por cada propietario y organizar la comunidad con sus calles, avenidas, zonas y barrios.
Los habitantes ahora cuentan con la escrituración de su terreno para poder construir sus viviendas en donde además de proporcionar techo para vivir,  muchas veces se construye para poner negocios como tiendas, venta de antojitos, ropa, calzado, carnicerías y algunos servicios de mecánica, peluquerías, etc.
El arrendamiento oscila entre Q. 200.00 y Q.300.00 quetzales anuales por cada manzana de terreno a utilizar. La tierra arrendada es la que utilizan para sembrar y cosechar cultivos como: maíz, ajonjolí, frijol, pepitoria, repollo, chile, pepino, piña, sandía, melón, plátano, banano, limón persa, naranja y otros.
Para la ganadería no arrendan la tierra ya que todos los ganaderos tienen tierra propia para mantener el ganado y de esa manera día con día se va incrementando la ganadería en la comunidad. Es preocupante ver que a pesar
De que son pocas las personas que se dedican a la ganadería es bastante el terreno que se ha deforestado a causa de la siembra del pasto que sirve de alimento al ganado.
No es muy frecuente que en la comunidad se den los terrenos prestados, pero sí se dan algunos casos cuando hay personas provenientes de otros lugares y no tienen viviendas propias, siempre encuentran más de alguna persona que tenga alguna vivienda disponible y que a cambio de vivir en ella lo único que a veces se les pide es la limpieza del sitio donde se encuentra y velar por el bienestar de los cultivos que hayan en este.
En el área que ocupa el Caserío Palestina, La Libertad, Petén, se encuentran tierras privadas y de ejido municipal, es decir que los habitantes cuentan con terrenos que son patrimonio de la comunidad, los cuales pueden utilizarse o tomarse prestados con la autorización o el permiso del Alcalde Auxiliar y miembros del COCODE, para realizar cualquier actividad que sea necesaria o de beneficio para la población.
Pues en el Caserío Palestina la mayoría de tierra es privada, ya que a todas las personas se les hace más fácil y beneficioso obtener sus propias tierras. Aunque algunos no las pueden tener, de las personas encuestadas un 70% de las personas es dueño de sus tierras. El 20% se encuentra distribuido en arrendada, prestada, y perteneciente al pueblo o a la municipalidad.
Los Mendoza que tienen de 10 a 15 caballerías. Ya que ellos invierten mucho en ellas y tienen una alta posición económica. Como ejido municipal se encuentra el predio del salón de usos múltiples, es claro un claro ejemplo de las propiedades que pertenecen a la comunidad.
Características de la producción agrícola
Como se ha dicho, la mayoría de la población se dedica a todo tipo de cultivo de la tierra y es el medio principal con el que la mayoría de las familias tiene su sustento diario. En los terrenos de Palestina se dan los cultivos de maíz en grandes cantidades y que se comercializa tanto en la comunidad como a otros departamentos; el frijol es otro producto que se da en cantidad mayor, la pepitoria,  ajonjolí, manilla y ayote.
La agricultura en nuestro medio se encuentra grandemente desarrollada es la principal fuente de ingresos para la población, pues el mayor número de la población es campesina. Entre los principales cultivos que se cosechan en este caserío tenemos el maíz, fríjol, pepitoria, manía, ajonjolí, ayote, etc.
El promedio de cultivo por manzana de maíz es de 25 quintales, en cuanto el de fríjol es de 8 quintales por manzana de cultivo. La cosecha de maíz se lleva a cabo dos veces al año,  les, lo mismo que el fríjol.
Otras fuentes de trabajo
Hay varias personas que trabajan con compañías nacionales e internacionales para mantener a sus familias, la mayoría de estas personas son mujeres que se esfuerzan por sacar adelante a sus familias, una de estas compañías se encuentra ubicada a unos 15 km de la comunidad.
El comercio en el área rural no es muy influyente, ya que ellos más que todos sacan los productos cosechados ya sea a Santa Elena o hacia ruta Bethel frontera con México. También se dedican un poco a vende y comprar bovinos; engordándolos y vendiéndolos. En este caserío el 5 % de la población se dedica a esta actividad con negocios como Ferreterías, Carnicerías, Tiendas con toda clase de productos de la canasta básica, entre otros; además hay actividades de carpintería, albañilería y  Sastrería.
Ganadería: Esta rama de la industria agrícola, merece a la fecha especial atención debido a su gran crecimiento, por el mercado, pues sus precios son justos y constituyen el patrimonio de los pudientes de la región. Este medio de producción la realiza un 5% de la población tanto para el consumo de la comunidad como también para la comercialización a otros lugares.
Los terrenos que se utilizan para la producción de la ganadería son campos que se encuentran con frecuencia en el invierno con pastos verdes y frondosos árboles y aguas que se han estancado formando trechos fangosos también de los pozos que se encuentran los potreros pero al llegar el verano se convierten en lugares secos, arenosos y terronudos y escasea el agua y es necesario trasladar el ganado a otros pastos.
Costos y valores de sus productos
Los precios de los productos varían de acuerdo a la época o demanda del mercado nacional e internacional, por ejemplo el maíz oscila entre los 150 y 200 quetzales por un quintal, el frijol entre 400 y 500 quetzales por quintal, el ajonjolí entre 500 y 600 quetzales el quintal.
La ganadería también produce y por lo general el precio de una vaca es de 3,000 a 4,000 quetzales.
Mercado de sus productos y fuentes de abastecimiento local
El producto que se aprovecha de los trabajos como de ganadería y agricultura, es trasladado a diferentes partes del país pues no se logra consumir todo en la comunidad, a respecto de la agricultura, existen bodegas donde depositan el maíz las personas compradoras donde siempre hay maíz estos venden a las personas que no son agricultores o que por otras razones no han tenido cosechas. Las carnicerías han sido una fuente también de abastecimiento para la población pues existen 4 carnicerías que venden carne de res o de marrano par la población.

### Fiesta Patronal
Una fiesta patronal es cualquier clase de actividad que identifica a un pueblo o comunidad con sus costumbres y tradiciones, es por ello que la comunidad de Palestina celebra su fiesta patronal en honor a cuatro personas que murieron cuando en 1982 entró la guerrilla, ellos son: Jerónimo Chávez, Efraín Nájera, Víctor Grijalva y Alberto Rodríguez Vásquez. Murieron el 8 de abril de ese año en diversas partes de la comunidad mientras defendían el pueblo con armas de fuego y machetes. Es por ello que en esta fecha se ha celebrado la fiesta patronal, aunque nos comenta el señor Lidio César López que hace algunos años no se realiza dicha actividad, por motivos desconocidos, agrega que es algo malo porque debería permanecer en apogeo las costumbres y tradiciones.
En el año 1983 se llevó a cabo la construcción de la estrella como un monumento histórico a los cuatro héroes que murieron defendiendo a nuestra comunidad el 8 de abril de 1982, grabando sus nombres en una lápida. Este monumento lo realizaron, el comité de autodefensa civil del caserío Palestina el 20 de febrero de 1983.

#### Principales fechas festivas
- 1 de enero.
- 20 de febrero.
- 10 de mayo.
- 14 y 15 de septiembre.
- 1 y 2 de noviembre.
- 24 y 25 de diciembre.
- 31 de diciembre.

### Costumbres relevantes
Entre las costumbres más relevantes se destacan las siguientes: La feria que le dedican al santo patrono Cristo Rey, la reunión con los difuntos en el cementerio el día 01 y 02,
En la comunidad de palestina se celebran muchas tradiciones entre las que se pueden mencionar, la feria en honor al patrono de la comunidad, desfile para la independencia, presentación de Banda Musical de la comunidad, adornar a los difuntos en noviembre, desfile para el carnaval, tamales y árbol navideño para fin de año, desfile para el día de Tecun Umán, antorcha el 14 de septiembre y noche cultural con los diferentes establecimientos educativos.

#### Folclore
Folclore Narrativo
Leyenda de Palestina: se dice que en la ceiba que está a un costado de la Escuela de Primaria han visto llegar a espantos que desde mucho tiempo han surgido, como la llorona, la siguanaba, el duende, el cadejo, estos pasean por la comunidad a media noche y se refugian en la ceiba, en una ocasión se le cortaron las ramas de la ceiba y por las noches estuvo una luz que no cualquier persona podía verla, incluso tiene en el tronco de la ceiba la figura de una mujer que se ve angustiada, la leyenda cuenta que se trata de personas que han muerto y que han sido jugadas por estos personajes, se cuenta que una carreta se cruza por las calles con un caballo negro esta carreta hace un ruido horrible como mostrándose vieja.
Folclore Mágico
Se tienen costumbres antiguas y al igual que antes funcionan muy bien, alguien dice que cuando la mujer empieza a tener hijos se convierte en bruja. Todo esto se debe a que se usan hierbas para curar enfermedades, se usan huevos o patitos para bajar la fiebre a los niños. Se han dado muchos caso en los que el resultado es a segundos, por ejemplo el ojo se dice cuando un borracho mira a un niño recién nacido y no lo carga este niño sufre de los que le llaman ojo: para curar este mal este borracho debe regresar y cargar al niño, besarlo y acariciarlo el tiempo que sea suficiente.
Cuando son gemelos y el uno de los gemelos son agredidos por alguna persona, la ropa de la persona que lo agredió se picará y le aparecerán agujeros en distintas partes.
Folclore ergológico  (animales de transporte, formas de trabajo)
Se encuentra el folclore ergológico que es en el que participan animales para el trabajo en cualquier área, están los caballos que son los más comunes para transportar las personas de un lugar a otro también son utilizados en la ganadería para cuidar el ganado y trabajarlo de una manera fácil.
Folclore poético
Existen personas con criterio poético reconocidas porque cada vez que se les acerca una dama inventan verso de poesía, es poco lo que se ve ya que esto se dejaba ver en los ancianos que tienen ese don. Don Claro de Jesús es un personaje más destacado en poesías quien murió a los 92 años de edad, quien inventaba versos no solo para damas sino también para árboles y pájaros también al viento.

### Tradiciones
Feria patronal dedicada al santo Cristo Rey y lo realizan de la siguiente manera: se hacen los preparativos unos meses antes por la iglesia católica luego se realiza un velada de toda la noche para esperar así el día que se celebrara a las tres de la mañana realiza una alborada conde se queman cohetes y morteros y se entonan cantos en honor al santo. Durante el día se realizan desfiles por las calles principales cargando al Cristo Rey comenzando la caminata en la iglesia y terminando allí mismo, se realizan misas dedicadas al Santo Patrono. Hay comida y bebida para todos los invitados ya que se reciben visitas de invitaciones a diferentes comunidades. Terminando por la noche de ese mismo día.
Los bailes son tradicionales en la región a finales del año, se ha presentado que todos los sábado se realizan en el Salón de usos múltiples, también se realizan los bailes en cumpleaños y bodas, formándose así en tradición. La música que se escucha en un baile de estos es la música de banda, reguerón y punta, por los que los jóvenes la bailan al estilo moderno.
Los Campeonatos de fútbol se han convertido en tradiciones, ya que año con año se realiza el campeonato navideño que comienza en el mes de septiembre y finaliza el 24 o 25 de diciembre, esto es organizado por el encargado de Deportes en el COCODE haciendo una directiva para recaudar los fondos para premiar a los ganadores.
La Semana Santa es tradicional por el balneario en distintos puntos del país, esto se realiza entre familias, cada familia busca como transportarse a las orillas de los ríos donde con la familia y algunos amigos comparten alimentos y bebidas también el chapuzón. En la iglesia católica se practican marchas que significan la pasión de Cristo, El sábado de Gloria es la dramatización por las calles de la muerte y resurrección de Cristo.

## Infraestructura

### Escuelas
Existen en la comunidad los edificios educativos que han sido construidos para la educación de los niños y jóvenes de Palestina asimismo de lugares vecinos y fincas.
Esta la Escuela Oficial Rural Mixta la cual tiene dos jornadas, La Jornada Matutina y la jornada Vespertina, están construidas con cemento y madera, estas funcionan todos los días de lunes a viernes en un horario de 7:30 a. m. a 12:00 del mediodía.

### Iglesias
Las iglesias evangélicas que se encuentran en la comunidad son las siguientes:
Iglesia Asambleas de Dios Lirio de los Valles
Iglesia Sala Evangélica
Iglesia Príncipe de Paz
Iglesia de Dios de La Biblia
Iglesia  Profecía Universal
Iglesia de Evangelio Completo
Iglesia de Pentecostés de América
Iglesia Tabernáculo del Señor Verbo
Iglesia Roca de Poder
Iglesia Católica
Iglesia Adventistas del Séptimo día
Iglesia Asambleas de Dios Monte Moriah

### Puesto de salud
En esta comunidad cuentan con un único Centro Asistencial de Salud Pública, el cual se encuentra ubicado a un costado de la alcaldía auxiliar, el cual cuenta con la atención de una sola enfermera, cuenta con farmacia propia en la cual no se cuentan con todos los medicamentos, pero si no se encuentra la medicina se le da una receta a la persona y la compran en otra farmacia.
Nombre de la enfermera que atiende el Puesto de Salud Pública. María Luz García.
Atienden de lunes a viernes de 8:00 a 16:30.
Diariamente se atienden aproximadamente de 50 a 70 personas.
El Puesto de salud se encuentra medicamentos que el Ministerio de Salud Provee, mencionaremos algunos:
Acetaminofén líquido y en tableta, Amoxicilina suspensión y tableta, Trimetroprin líquido y Tableta, Metronidazol tableta y líquido, Sulfato Ferroso Tableta y Líquido, Diclofenaco Ampolla y tableta, Ketoconazol Tableta y Clotrimazol en Crema, etc.
En la comunidad se cuenta con un número de voluntarios de salud denominados PROMOTORES DE SALUD, esas personas son las encargadas de auxiliar a la enfermera que atiende en el puesto de salud, a estas personas no se les paga ningún salario. Es indispensable para las comunidades de esta índole contar con promotores de salud.
La comunidad cuenta también con el servicio de tres comadronas las cuales atienden los partos que se dan en la comunidad, cabe también mencionar que algunas personas mejor optan por ir al hospital a San Benito y Sayaxché.
María Méndez.
Josefa Albina Medrano.
Reina Monterroso

### Servicios
Existe una biblioteca que se encuentra situada en el instituto de telesecundaria.
Hay un centro de computación que cuenta con 10 computadoras, el cual un 2 % de la población pueden utilizarlas. Este centro de computación es propiedad de la señora Elizandra Garrido.
Se encuentran hospedajes donde se presta servicio de hostelería aunque con funciones mínimas, no existiendo gran calidad en bienes.
No cuentan con teléfonos comunitarios, debido a que la mayoría de personas hace uso de teléfonos celulares. Un 90% de las personas utilizan teléfonos celulares de señal TIGO o CLARO.
En las tiendas de la comunidad se venden algunos tipos de medicamentos, una es la farmacia específica de la cual no aparecen fotografías, ya que como estudiantes le dimos a conocer el tema a la propietaria y ya habiendo hablado con el COCODE. No nos permitió le tomáramos fotografías a su farmacia, el motivo que nos expuso es que ella es muy desconfiada, y es por ello que no permitió que le tomáramos una fotografía a su farmacia.
Cuenta también con algunas carpinterías, panaderías, carnicerías, ferreterías, zapaterías, etc.
Esta es una tienda en la que hay variedad de productos familiares y otros.
La energía eléctrica fue instalada en Palestina aproximadamente en el año 1990, lo que supuso un gran beneficio para los pobladores de esta comunidad porque ya no tenían que colocar veladoras para poder alumbrarse por la noche; así también podían tener algunos electrodomésticos que necesitaban de la luz eléctrica constante.
Posteriormente los habitantes se reunieron y decidieron que se quitara el alumbrado público, esto debido a las altas cuotas mensuales, es por eso que en el año 2009 se quitó el alumbrado público y hasta la fecha no cuentan con alumbrado público, únicamente en sus casas.
Si se cuenta con agua entubada, la mayoría de las personas cuentan con este servicio aunque no todas hacen uso de ella, debido a que ellos tienen pozos en sus sitios y pueden extraer el agua de ahí, el agua que se obtiene es limpia y puede utilizarse para tomar y preparar alimentos. El agua fue instalada en el año 2010, aproximadamente en el mes de julio, un 80% de los habitantes hacen uso del agua potable.
La población de esta comunidad es campesina y es por este motivo que la mayoría,  jóvenes, son los que emigran a los Estados Unidos, buscando un bienestar y futuro prometedor para sus seres queridos. Se puede decir que un 25% de la población ha emigrado y un 20% ha vuelto y el otro 5% están luchando para realizar sus sueños todavía y siendo el medio de subsistencia para sus familiares.
Otro servicio con que cuenta la comunidad es el salón de usos múltiples, que les sirve para festejar diversas actividades culturales de la comunidad, también se puede utilizar de albergue.

## Principales problemas de la comunidad

### Salud
La problemática es que hay poca medicina y gran cantidad de personas visita el puesto. El personal no es suficiente para este tipo de comunidades, por lo que se ha convertido en problema para los habitantes, se recomienda que estuvieran dos enfermeros.

### Comunicación
Existen problemas ya sea de acceso vial o acceso telefónico, las carreteras se han mantenido en pésimas condiciones y se dificulta la comunicación pues se considera un obstáculo, en la comunicación telefónica hay insuficiencia en las dos empresas que tienen su servicio, La televisión es otro medio en el cual existen muchos problemas que no satisfacen al usuario.

### Transporte
En la comunidad la única vía de acceso es la terrestre por medio de una carretera de terracería, a la comunidad entran diferentes empresas de autobuses, y algunas personas tienen vehículo propio para salir a hacer sus compras a la aldea las Cruces, algunas otras personas tienen motocicletas en las que se trasportan hacia su trabajo y otros lugares. También la comunidad cuenta con servicio de un mototaxi denominado tuctuc, en fin los transportes principales son los microbuses, camionetas o buses, bicicleta, motocicleta, carro, aunque algunas personas se transportan en caballo a su trabajo.

### Urbanización
Las calles de la comunidad están ordenadas de acuerdo a los fundadores de la comunidad, pues se han respetado las decisiones de los militares, ya que por parte del Destacamento Militar se hizo la primera urbanización, reurbanizando en el año 2011, el ancho de las calles es de 10 metros, se aprecian algunas curvas debido a la ubicación de los lotes en tiempos antes de la urbanización. La problemática se ha dado en que no se reparan constantemente debido al abandono de las municipalidades, una parte se ha logrado urbanizar pues ya tenía aproximadamente 25 años de que se habían hecho.

### Control de desechos
En el Caserío Palestina habitan 402 familias las cuales tienen un control de desechos muy bien establecido. A la vez es muy bueno porque esto ayuda a un ambiente sano y a que las personas tengan una salud sana, porque habría menos contaminación en agua, tierra y aire. 97 % de las personas tienen un buen control y 3 % que no lo tienen.
La mayoría de personas queman la basura como un 90 % de las que lo hacen y un 10 % que ocupan un basurero que está aproximadamente a 14 m en las afuera del caserío Palestina. Pero ya que el basurero que existe está muy lejos las personas casi no lo usan, por eso de preferencia la queman y algunas personas prefieren tirarla por eso en las calles siempre no falta la basura.

### Letrinización
La mayoría de las viviendas del Caserío de Palestina cuentan con un mayor porcentaje de letrinas de pozo ciego, y algunas con letrinas lavables, ya que las lavables implican más gastos. Pero lo importante es que las personas no van al aire libre, porque eso sí implicaría mucha contaminación. 98 % tienen letrinas de pozo ciego y 2 % son lavables.

### Obtención del agua para consumo
Las personas del caserío Palestina obtienen el agua para consumo del agua potable ya que el agua llega a los chorros que hay en cada casa de 8:00 a 15:00, y de 16:00 a 20:00 o 21:00

## Alcaldes de Palestina
Con un gran esfuerzo de investigación en libros que hay archivados en la Auxiliatura encontramos un historial de Jefes de la comuna que han dado su esfuerzo para realizar ese trabajo como Alcaldes, sin devengar ningún sueldo.
Están ordenados de la siguiente manera:
Jerónimo Chávez, 1973
Carlos Rosales, 1974
Blas Rosales, 1975
Manuel Vásquez, 1976
Doroteo López, 1977
Enoc Miza Casiá, 1978
Manuel Zepeda, 1979
Jorge Álvarez Rodas, 1980
Manuel Zepeda, 1981 y 1982
Miguel Ángel Medrano, 1983 y 1984
Esteban Hernández Lemus, 1985
Jorge Álvarez Rodas, 1986
Julio Osorio, 1987
Lázaro García Donis, 1988
Miguel Sánchez, 1989
René Colchín Guzmán, 1990
Lázaro García Donis, 1991
Jorge Álvarez Rodas, 1992
Juan Antonio Aguilar, 1993
Jorge Álvarez, 1994 y 1995
Fidencio García, 1996
Gilberto Castellanos, 1997
Vitalino Sarceñoen, 1998
Mario Ortiz Marroquín, 1999
Oscar Medrano Arévalo, 2000
Alberto Hernández, 2001
Gregorio Maldonado Colchim, 2002
Benjamín Vega Marroquín, 2003, 2004, 2005, 2006
Pablo Tecúm Hernández, 2007
Cruz Sales López, 2008
Benerito Barrera Hernández, 2009, 2010, 2011
Wuilian Mamfredo Acebedo, 2012, 2013, 2014
Gabriel Ángel Lima Valenzuela, 2015
Juan Ortiz Marroquín, 2016, 2017, 2018, 2019
Danny González Pineda, 2020, 2021
Ubaldino García Melchor 2022, 2023
Danny González Pineda 2024